# لیگ دسته دوم فوتبال قبرس
لیگ دسته دوم فوتبال قبرس (یونانی: Πρωτάθλημα Β΄ Κατηγορίας) دومین لیگ معتبر فوتبال در کشور قبرس است که در سال ۱۹۵۳ بنیان‌گذاری شده و زیر نظر اتحادیه فوتبال قبرس برگزار می‌شود.